# Aleksandr Czepcow
Aleksandr Aleksandrowicz Czepcow (ros. Алекса́ндр Алекса́ндрович Чепцо́в, 1902–1980) – radziecki prawnik, przewodniczący Wojskowego Kolegium Sądu Najwyższego ZSRR (1948-1957).

## Życiorys
W latach 1911–1917 uczył się w moskiewskiej szkole synodalnej, 1939-1942 był prawnikiem wojskowym Wojskowego Kolegium Sądu Najwyższego ZSRR, 1942-1945 kierował sektorem Zarządu Kadr KC WKP(b). W latach 1945–1946 był zastępcą Głównego Prokuratora Wojskowego Armii Czerwonej, 1946-1948 zastępcą Głównego Prokuratora Wojskowego i Prokuratorem Wojskowym Wojsk Lądowych, a od 25 sierpnia 1948 do 11 lutego 1957 przewodniczącym Wojskowego Kolegium Sądu Najwyższego ZSRR. Wydawał niesprawiedliwe wyroki śmierci w sfabrykowanych sprawach sądowych, m.in. sprawie Żydowskiego Komitetu Antyfaszystowskiego w 1952, w której skazał na śmierć 13 oskarżonych. 11 maja 1949 otrzymał stopień generała porucznika sprawiedliwości. Po śmierci Stalina zachował swoje stanowisko, po XX Zjeździe KPZR w 1956 kierował wieloma procesami rehabilitacyjnymi osób skazanych na śmierć i straconych w okresie wielkiej czystki w latach 30.